# Defereggen
Defereggen eller Defereggental är en dal i Österrike.   Den ligger i förbundslandet Tyrolen, i den centrala delen av landet, 300 km väster om huvudstaden Wien.
Trakten runt Defereggen består i huvudsak av gräsmarker. Runt Defereggen är det ganska glesbefolkat, med 26 invånare per kvadratkilometer.